# Nemény Vilmos
| Nemény Vilmos                             | Nemény Vilmos                                                                                       |
| Kattints az alábbi külső linkek egyikére! | Kattints az alábbi külső linkek egyikére!                                                           |
| ----------------------------------------- | --------------------------------------------------------------------------------------------------- |
| Nem található szabad kép.(?)              | |
| külső link · jogvédett                    | Nemény Vilmos. Neumann János Számítógép-tudományi Társaság (NJSZT) Informatikatörténeti Fórum (iTF) |

Nemény Vilmos, teljes nevén Nemény Vilmos Béla (Kiskunfélegyháza, 1919. június 21. – Budapest, 1995. május 21.) magyar közgazdász, egyetemi tanár, az MTA doktora.

## Élete
Nemény Vilmos újságíró és Csepely Elza (1893–1954) fiaként született református családban. Szülei Fiumében kötöttek házasságot. Apja részt vett az ellenállási mozgalomban; a nyilasok deportáltak és nyoma veszett, valószínűleg agyonlőttek.
Szüleivel 1919 után külföldön élt, Berlinben, Münchenben, Zágrábban és Bitterfeldben. 1938-ban került Budapestre. 1945 előtt tagja volt a Csehszlovák Magyar Pártnak. A második világháborúban frontszolgálatot teljesített (1943. október – 1945). 1942 és 1948 között a József Nádor Műszaki és Gazdaságtudományi Egyetem tanársegédjeként dolgozott Heller Farkas mellett. 1945 májusában a Belügyminisztérium Fegyverszüneti Osztályán sajtóelőadó volt, innen átkerült a megalakult Újjáépítési Minisztériumba. Itt dolgozott 1946 júniusáig. 1947. június 1-től 1948. október 31-ig a Magyar Bőriparosok Országos Szövetségénél működött titkárként. 1946-ban belépett a Független Kisgazda Pártba. A Párt ajánlására 1948-ban a Magyar Nemzeti Bank munkatársa lett, munkakörébe tartozott a külföldi sajtótermékek fordítása.
1950–1951-ben a Magyar Nemzeti Bank közgazdasági osztályán dolgozott mint banktisztviselő. 1951-ben az Országos Tervhivatal (OT) munkatársa lett. Az Államvédelmi Hatóság 1950. november 15-én Nemény Vilmossal kapcsolatban operatív dossziét nyitott meg, mert 1945–1946-ban kapcsolatban volt Márk Lajossal, az USA nagykövetségének munkatársával, hírszerzővel. Kihallgatták családtagjait, munkatársait, baráti körét. A dossziét 1956-ban lezárták.
1956-ban a Központi Statisztikai Hivatalhoz került. 1956. november 1. és 4. között a „Forradalmi Bizottság” tagja. Később az Országos Tervhivatal (OT) tudományos munkatársa, majd főosztályvezetője volt. 1966 körül az Építésügyi Minisztérium Számítástechnikai és Ügyvitelgépesítési Vállalat (ÉM Számgép) Kutatási Főosztályán dolgozott. 1974-ben megkapta a közgazdaság-tudományok kandidátusa címet. 1986-ban az MTA doktora lett; ugyanekkor megkapta a BME címzetes egyetemi tanára címet. 1984-ban a Müncheni Műszaki Egyetem vendégprofesszora volt. A tervezéselmélet általános kérdéseivel, operációkutatással, elsősorban a népgazdasági tervezéssel és annak információelméleti vonatkozásaival foglalkozott. Számos tanulmány szerzője, sok hiánypótló szakkönyvet fordított le magyarra. Lengyel nyelvű könyvek közül 8 könyvet fordított magyarra, többek között Michał Kalecki, Oskar R. Lange műveit. A Neumann János Számítógép-tudományi Társaság Rendszerelméleti szakosztály elnöke volt annak 1971-es megalakulásától kezdve 1973-ig. Az Econometric Society tagja (1946–1970). Az ENSZ Európai Gazdasági Bizottság Gazdasági Főtanácsadói Testületének elnöke (1972-től).
A Pécsi Tudományegyetem 1991. december 19-én díszdoktorává választotta. Díszdoktor avató előadásában többek között a következőket mondta: ,,A javak elosztásának és a tulajdonnak alapvető kérdései" című előadásában a csere formáinak a következő típusait különböztette meg: 1. egyenlő részesedés, 2. elosztás, 3. bilaterális csere, 4. érték és preferencia. Áttekintést adott a tulajdon formáiról, s az ún. szocialista tulajdonról a következőket írta: ,,A magukat szocialistának vagy népi demokratikusnak nevező országokban a hatalmak megosztásának és a fölöttük gyakorolt társadalmi kontrollnak ma már nyoma sincs. Ennek ideológiai leple a proletárdiktatúra állítólagos szükségessége és az állam elhalásának elmélete. Ennélfogva ugyanaz a személy, ha a hatalom birtokosa, lehet egyszerre vagy egymás után törvényhozó, végrehajtó, bíró és gazdálkodó, Nem alakult ki sem szakmai elit, sem szakmai öntudat, sem testületi szellem (kivéve a hatalmat birtoklók testületét, a nómenklatúrát). A társadalmi-politikai hatalom ily módon öncélúvá és ellenőrizhetetlenné válik. S ez azért lehetséges, mert a gazdasági hatalom (ellenőrizhetetlen és ellensúlyozatlan) birtokában a politikai hatalom birtokosai korlátlan uraivá válnak minden egyén, minden csoport, minden réteg, minden érdekközösség (ha ilyen egyáltalán megtűrt), minden gazdasági és minden egyéb közösség egzisztenciájának, mégpedig materiális, kulturális és végső soron fizikai egzisztenciájának is. Az az arc nélküli, befolyásolhatatlan felső hatalom, amely Marx szerint a kapitalizmusban a dolgozó emberek elidegenedését okozza, ártatlan kis bárányka, véres dilettáns a szocialista országok arc nélküli és persze még sokkal nagyobb fokú elidegenedést okozó hatalmához képest. S ez nem az emberek gonoszságának, még csak nem is Sztálin személyiségének tulajdonítható, hanem a társadalmi tulajdonnak ezekben az országokban kialakult működési formájának."

### Magánélete
Felesége 1944 és 1946 között Fülep Gizella (1924–?) volt. Elváltak. Egy gyermekük született. Második felesége Kollár Erika.
Beszélt németül, angolul, franciául, csehül, oroszul és lengyelül. 

## Legfontosabb publikációi
- A nagytérgazdaság elméletéről. Budapest, 1942
- A közszállítási kartell. Szeged, Városi Nyomda, 1943
- Gondolatok korunk átalakulásának kérdéséhez. Közgazdasági Szemle, 1948. 1–4. sz.
- Kenessey Zoltán, Nemény Vilmos, Simon Józsefné (összeáll.): A polgári nemzeti jövedelemstatisztikák módszertana. Nemzetközi módszertani füzetek, Központi Statisztikai Hivatal 1. Budapest, KSH, 1956
- Kenessey Zoltán, Nemény Vilmos, Szakolczai György (összeáll.): A ráfordítás-kibocsátás (input-output) rendszer vázlatos ismertetése. Nemzetközi módszertani füzetek 2. Budapest, Központi Statisztikai Hivatal, 1957
- Az építőipar irányításának szervezete – tématanulmány. Az Építésügyi Dokumentációs Iroda témadokumentációs kiadványsorozata. 1. Budapest, Építésügyi Dokumentációs Iroda, 1963
- Rendszerszervezési terminológiai kisszótár. Budapest, ÉM Számítástechnikai és Ügyvitelgépesítési Vállalat Kutatási Főosztály, 1966
- Gazdasági rendszerek irányítása – a gazdasági kibernetika alapjai. Budapest. Közgazdasági és Jogi Kiadó, 1973
- Iparvállalatok szervezése és irányítása 1. A vállalati rendszer. Budapest, Tankönyvkiadó, 1978
- A döntéshozatal alapelemei. Budapest, Tankönyvkiadó, 1986
- Iparvállalatok szervezése és irányítása. Budapest, Marx Károly Közgazdaságtudományi Egyetem, 1989